# 16 тонн

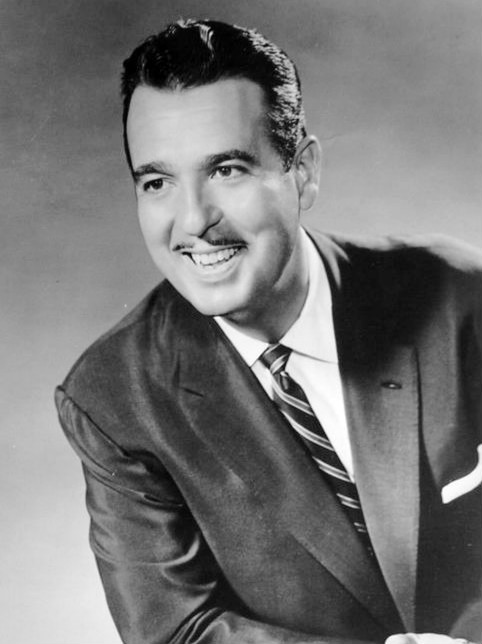
Теннессі Ерні Форд у 1957 році

«Шістнадцять тонн» (англ. Sixteen Tons) — широко відома пісня про шахтарів і тяжкі умови їхньої праці у часи «Великої депресії» в США (1929–1939). В Україні пісня набула нової хвилі популярності після створення україномовної версії у виконанні гурту «От Вінта».

## Історія пісні
Пісню створено 1947 року Мерлом Тревісом. 16 тон — це норма видобутку вугілля на одного шахтаря за зміну. В часи депресії в США була поширена практика своєрідного «закріпачення» шахтарів. Вони могли отримувати заробітну плату виключно в спеціальній валюті вугільної компанії (купонах) і, відповідно, купувати всі товари в магазинах цієї ж компанії за завищеними цінами. Це призводило до того, що шахтарі жили фактично в борг. Фраза шахтаря — дядька Мерла Тревіса про те, що він ніколи не помре, бо заклав свою душу в магазині компанії, послужила поштовхом до створення цієї пісні.
Пісня набула популярності у виконанні Теннессі Ерні Форда, який записав її у жовтні 1955 року. Виконували її також Поль Робсон, Адріано Челентано, The Platters. 
Автори українського тексту — Сашко Лірник, Юрій Журавель (2011), Олександр Пузиренко (2023).

## Оригінальний текст пісні
Наводиться за
Some people say a man is made out of mud, 
A poor man's made out of muscle and blood. 
Muscle and blood and skin and bones, 
A mind that's weak and back that's strong.
You load sixteen tons, and what do you get?
Another day older and deeper in debt. 
Saint Peter, don't you call me 'cause I can't go
I owe my soul to the company store.
I was born one morning when the sun didn't shine.
I picked up my shovel and I walked to the mine.
I loaded sixteen tons of number nine coal
And the straw boss said, well-a bless my soul.
You load sixteen tons, and what do you get?
Another day older and deeper in debt. 
Saint Peter, don't you call me 'cause I can't go
I owe my soul to the company store.
I was born one mornin' it was drizzling rain.
Fightin' and trouble are my middle name.
I was raised in a cane-brake by an old mama lion,
Can't no high toned woman make me walk the line!
You load sixteen tons, and what do you get?
Another day older and deeper in debt. 
Saint Peter, don't you call me 'cause I can't go
I owe my soul to the company store.
If you see me comin' better step aside, 
A lotta men didn't — A lotta men died.
One fist of iron, The other of steel, 
If the right one don't get you: Then the left one will.
You load sixteen tons, and what do you get?
Another day older and deeper in debt. 
Saint Peter, don't you call me 'cause I can't go
I owe my soul to the company store.

## Українська версія пісні

### Текст українського перекладу
Текст, що ліг в основу кліпу гурту «Ot Vinta! (за)»:
Господь чоловіка створив із землі,
А з м'язів і крові робив шахтарів,
Шкіра, м'язи, кості — то тіло моє,
А розуму не треба, якщо сила є!
Приспів:
Шістнадцять тонн греби і довби,
Все глибше під землю, все більше борги,
Святий Петро не кличе, не буду я в раю —
Вугіллям завалило в шахті душу мою!
Я вранці народився та сонце зайшло,
Взяв в руки лопату та в шахту пішов,
Шістнадцять тонн вугілля, лопата і лом —
Десятник похрестив мене у шахті кайлом!
Без болю та сліз, просто мряка та дощ,
Найкраща освіта — це п'яний дебош,
Моя мати — нещастя, а злидні — сім'я,
Хто зможе покохати так такого, як я?!?
Десь у штольнях душі темперамент м'який,
Та у мене, братан, на дорозі не стій,
Один кулак залізний, а другий — сталь,
Я чесно попередив, а тепер — відгрібай!

### Перший варіант українського тексту
Вихідний варіант українського перекладу, ближчий до оригіналу (автор — Сашко Лірник):
Господь чоловіка створив із землі,
А з поту і крові зробив шахтарів,
Шкіра, м'язи, кості — то тіло моє,
А розуму не треба, якщо сила є!
Приспів:
Шістнадцять тонн греби і довби!
Все глибше під землю, все більші борги.
Святий Петро не кличе, не буду я раю —
Вугіллям завалило в шахті душу мою!
Я вранці народився, та сонце зайшло,
Взяв в руки лопату і в шахту пішов,
Шістнадцять тонн вугілля, лопата і лом,
Десятник похрестив мене у шахті кайлом!

Приспів:
Шістнадцять тонн греби і довби!
Все глибше під землю, все більші борги.
Святий Петро не кличе, не буду я раю —
Вугіллям завалило в шахті душу мою!
У дощ і негоду народився я 
Дебош і нещастя моє друге ім'я:
Моя мати левиця, а лігво — в багні.
Не сяде жодна баба на шию мені!

Приспів:
Шістнадцять тонн греби і довби!
Все глибше під землю, все більші борги.
Святий Петро не кличе, не буду я раю —
Вугіллям завалило в шахті душу мою!
Побачиш мене — то тікай і дрижи ! 
Хто став на дорозі — той мертвий лежить! 
Один кулак залізний, а другий — сталь,
Гостинця по печінках від нього дістань!
Приспів:
Шістнадцять тонн греби і довби!
Все глибше під землю, все більші борги.
Святий Петро не кличе, не буду я раю —
Вугіллям завалило в шахті душу мою!

## Пародія на пісню
Гурт Мірко Саблич записав травестію на оригінальну пісню про сильний дух і потужний поступ захисників Вітчизни. Пісня має назву „Бойова вишиванка“ („Ой, зловить кулю ординський пес“).
Текст до пісні „Бойова вишиванка“ на мелодію "16 тон" (оригінальний варіант, написаний в 2014 році).
Автор - Любов Лісовська.
В Україну мальчікі манівцем
Їхали на танчікє з вітерцем,
А на родіну солдата
Вже везе рефрижератор
В штабелі, укладенім фахівцем
Ідучи до війська в батальйон,
Залишив коханій я білий льон:
"Ти розріж його, кохана,
На сорочку вишивану
Та тримай близесенько телефон!"
Щойно зловить кулю ординський пес,
Шлю своїй коханій я есемес.
І на кожну есемеску,
Вишиває мила хрестик,
Щоби окупантисько не воскрес.
А в Росії звичаї геть прості:
Заривають трактором, без хрестів.
Не плач, Прасков'я, буде Ваньці
Чорний хрест на вишиванці.
Скажеш дітям: "Честь, – мовляв, – пО честі".
Знай, міняю я за ріжком ріжок.
Милая кладе за стіжком стіжок.
Доки шле Росія вату
Буде люба вишивати.
Одягнемо в вишиванки цілий полк.
А відкине лапті кремлівський хам,
Вишиванку сину я передам.
Щоби змалечку у тата
Вчився бити окупанта
Нам на щастя і на горе ворогам!